# Diocèse de Franceville
Le diocèse de Franceville (Dioecesis Francopolitanus in Gabone) est une juridiction de l'Église catholique au Gabon ayant son siège à Franceville. Il est érigé le 5 octobre 1974 par détachement du diocèse de Mouila (de). Son siège est la cathédrale Saint-Hilaire.

## Évêques
- 5 octobre 1974 - 8 novembre 1996 : Félicien Makouaka (Félicien Patrice Makouaka)
- 8 novembre 1996 - † 24 mars 2016 : Timothée Modibo-Nzockena
- 4 novembre 2017 - 12 mars 2020 : Jean-Patrick Iba-Ba, transféré à Libreville
- depuis le 25 juillet 2022 : Ephrem Ndjoni